# 查皮裸吻魚
查皮裸吻魚（学名：Psilorhynchus chakpiensis）為輻鰭魚綱鯉形目裸吻魚科的一個種，分布於亞洲印度曼尼普爾邦欽敦江查克皮河流域，體長可達5.3公分，棲息在沙石底質、冰冷、水流湍急的河流中，胸鰭水平展開吸附在水底，屬底棲性，生活習性不明。